# El Sitio (Tabasco)
El Sitio es una localidad del municipio de Nacajuca ubicado en la subregión centro del estado mexicano de Tabasco.

## Geografía
La localidad de El Sitio se sitúa en las coordenadas geográficas 18°13′09″N 92°56′05″O / 18.219167, -92.934722, a una elevación de 6 metros sobre el nivel del mar.

## Demografía
Según el Conteo de Población y Vivienda 2020, efectuado por el Instituto Nacional de Estadística y Geografía, la localidad de El Sitio tiene 297 habitantes, de los cuales 153 son del sexo masculino y 144 del sexo femenino. Su tasa de fecundidad es de 2.41 hijos por mujer y tiene 69 viviendas particulares habitadas.
| Gráfica de evolución demográfica de El Sitio entre 1980 y 2020 |
|                                                                |
| INEGI.                                                         |